# Hákun Djurhuus
Hákun Djurhuus (Tórshavn, 11 de desembre de 1908 - Klaksvík, 22 de setembre de 1987) va ser un polític conservador feroès, membre del Partit del Poble. Va ser primer ministre de les Illes Fèroe de 1963 a 1967.
Djurhuus era fill d'Armgarð Maria, nascuda Djurhuus, de Tórshavn, i de Joen Hendrik D. Poulsen, de Skúvoy. Es va casar amb Hjørdis, nascuda Kamban, el 10 de juliol de 1932. Cal destacar que Hákun va ser batejat amb el nom de naixement de la seva mare, cosa molt inusual en aquell moment.
Va ser elegit diputat del Løgting (parlament feroès) per primer cop el 1946 i en va ser el portaveu de 1950 a 1951. Va ser regidor de l'ajuntament de Klaksvík de 1946 a 1951, d'on en va ser l'alcalde els anys 1950 i 1951. Va ser president del Partit del Poble de 1951 a 1980.
Djurhuus va ser ministre de 1951 a 1954 durant el govern de Kristian Djurhuus i va representar les Illes Fèroe al Folketing (parlament danès) els períodes 1957-1960 i 1968-1973.
Djurhuus es va retirar de la política després de les eleccions feroeses de 1980.